# Бреннер, Роберт
Роберт Пол Бреннер (род. 28 ноября 1943 года, Нью-Йорк) — американский историк-марксист, эмерит-профессор и глава Центра социальной теории и компаративной истории в Калифорнийском университете в Лос-Анджелесе, редактор и член редакционной коллегии журнала «New Left Review». Один из основоположников течения «политического марксизма» (Эллен Мейксинс Вуд, Бенно Тешке) в исторической социологии и теории международных отношений. Специалист по истории тюдоровской и стюартовской Англии.
Лауреат Morris D. Forkosch Prize (1993).

## «The Brenner Debate»
Появление статьи Роберта Бреннера о роли классовой структуры в генезисе капиталистических отношений («Agrarian Class Structure and Economic Development in Pre-Industrial Europe»), вышедшей в журнале «Past and Present» в 1976 году, стала толчком к серии полемических публикаций со стороны его сторонников и оппонентов, длившихся до 1982 года (или до 1987 года). В своей статье Бреннер подверг резкой критике «неомальтузианскую» (представителем которой выступал известный французский историк Э. Ле Руа Ладюри, одним из главных участников дебатов был так же Постан) и «рыночную» модель и отстаивал мнение об отношениях собственности и балансе классовых сил как основных условиях, определивших раннее развитие капиталистических отношений в Англии. По мнению Бреннера, во Франции раннего Нового времени, где мелкая крестьянская собственность в фискальных интересах защищалась государством от произвола сеньоров, а сами сеньоры поневоле искали альтернативные феодальной ренте источники дохода (в первую очередь, на государственной службе), крестьяне, в свою очередь, не имели стимула к перестройке своего производства на капиталистический лад. В то же время слабость общинных традиций и непрочность положения феодально-зависимых крестьян в Англии к XVII в. позволило землевладельцам захватить до 70-75 % земельного фонда и внедрить классическую для аграрного капитализма трёхчастную структуру «земельный собственник — арендатор — наёмный работник (батрак)», оказавшую решающее влияние на дальнейшее развитие капиталистических отношений во всех сферах материального производства. В то же время Бреннер выступил против и некоторых коллег-марксистов, таких, как марксистский структуралист Ги Буа (Guy Bois), полагавшего, что причиной кризиса феодальной экономики и появления капиталистических отношений являлась тенденция к снижению прибыльности феодальной земельной ренты. Эта дискуссия значительно обогатила представления историков о генезисе капитализма.

## Основные труды
- Brenner, Robert. Agrarian Class Structure and Economic Development in Pre-industrial Europe (англ.) // Past and Present. — 1976. — Февраль (№ 70). — С. 30-75.
- 1993: Merchants and revolution : commercial change, political conflict, and London’s overseas traders, 1550—1653 (Princeton, Princeton University Press) ISBN 0-691-05594-7
- 2002: The boom and the bubble : the US in the world economy (New York, Verso) ISBN 1-85984-636-X
- 2006: The economics of global turbulence : the advanced capitalist economies from Long Boom to Long Downturn, 1945—2005 (New York, Verso) ISBN 978-1-85984-730-5
  - Экономика глобальной турбулентности: развитые капиталистические экономики в период от долгого бума до долгого спада, 1945–2005. — Издательство «Высшая Школа Экономики», 2014. ISBN 978-5-7598-0809-1
- 2009: Property and progress : the historical origins and social foundations of self-sustaining growth (London, Verso) ISBN 978-1-84467-318-6